# 北之萤
北之萤（日语：北の螢）是一部由五社英雄导演的日本电影，于1984年9月1日上映，主演为仲代达矢。

## 情节
影片讲述了明治时期被迫成为北海道殖民者劳工的囚犯与桦户地区官吏之间的冲突，以及聚集在此的女性之间的爱与恨。    